# Горня

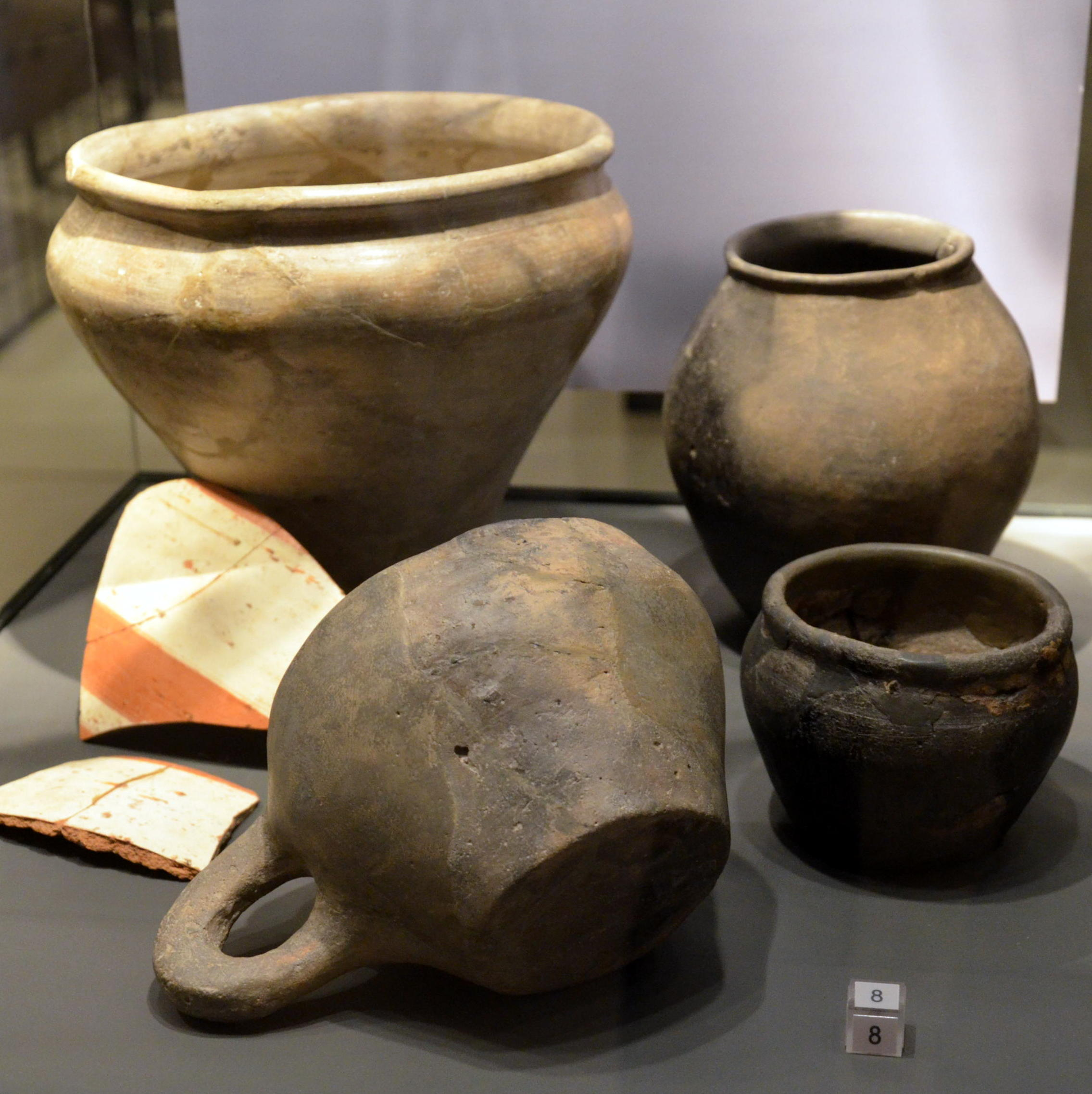
Галицьке кухонне начиння в експозиції музею в Кракові.

Горня́, або горня́тко (від прасл. *gъr̥nъ — «горно») — маленький горщик, який використовували для приготування густих страв, зокрема каші та борщу. Звичайний розмір горняти між 1 та 2 літрами, але існували і менші варіанти на півлітра-літр для приготування страв для дітей. У таких горнятках також зберігали масло, сметану або молоко.
У західних областях України (у регіоні південно-західного наріччя) «горнятком» подекуди називають чашку. Однак посібник «Чистота і правильність української літературної мови» Пантелеймона Ковалева радить не вживати це слово в такому значенні, оскільки воно хибне. Відмінність полягає в тому, що горнятко є не тільки столовим посудом, як кухоль або чашка, але й кухонним, котрий використовують для приготування страв на вогні.

## Горнятко у фольклорі
У народних приговірках символізує людину: «порожній горнець дрінчить, а повний мовчить» — про дурнувату балакучу людину, «чим горнець накипить, тим і смердітиме» — про звички людини, «горнець кітлові довіряє, а оба зашмальовані» — про довіру лихої людини іншій лихій. Розбите горня — символ руїни.
Горнятко каші та горнятко борщу згадується в одному з варіантів галицької народної пісні «Вербова дощечка».
|  | Та вербовая дощечка, дощечка, Та ходила по ней Настечка, Настечка, Та решетомъ воду носила, носила, Та дубровоньку гасила, гасила. Та колько въ томъ решетцю водици, водици. Только въ паробкахъ правдици, правдици. Що вступлю, то влуплю сухого деревця калинки, калинки, Та роскладу огникъ съ тернинки, Та приставлю борщикъ въ горнятку, въ горнятку; А въ томъ борщику мысяча головка, головка, Кто ее буде ѣсти? — Паробки, паробки! Та вербовая дощечка, дощечка, Та ходила по ней Настечка, Настечка, Та решетомъ воду носила, носила, Та дубровоньку гасила, гасила. Та только въ томъ решетцю дирочокъ, дирочокъ, Только у насъ дѣвочокъ, дѣвочокъ. Що вступлю, то влуплю сухого деревця калинки, калинки, Та роскладу огникъ съ тернинки, Та приставлю каши въ горнятку, въ горнятку; А въ той кашонцѣ грудка масла, грудка масла, Кто ее буде ѣсти? — Дѣвочки, дѣвочки |

Закопане горнятко з кашею дівчата використовували як приворотний засіб.
Каша в горняті зі значеннями дитини в утробі матері використовувалась в обряді «бабиної каші». У цьому обряді кум розбивав горня-кашник чепелем на дрібні шматочки. Чепіль уособлював статевий орган чоловіка, вінце горщика — жіночий, а розбиття горняти означало статевий акт. Після цього баба збирала уламки, приказуючи: «Щоб  важко горщики бились, щоб легко діти родились».
Горня застосовували в ритуалі лікування соняшниць (болю в животі у дітей). Для того варили соняшник, освячений на Маковія, зливали воду, прикладали відварений теплий соняшник до пупа дитині і накривали той горням. Під час ритуалу шептали наговір «Богородиця» й водили ножем або веретеном по дну горняти.
На Покутті практикувалось ритуальне «годування душі» померлого медом з горняти, яке ставили відразу після смерті людини. А в деяких селах Городенківщини після похорону на підвіконня ставили свічку на горняті з водою.

## Галерея

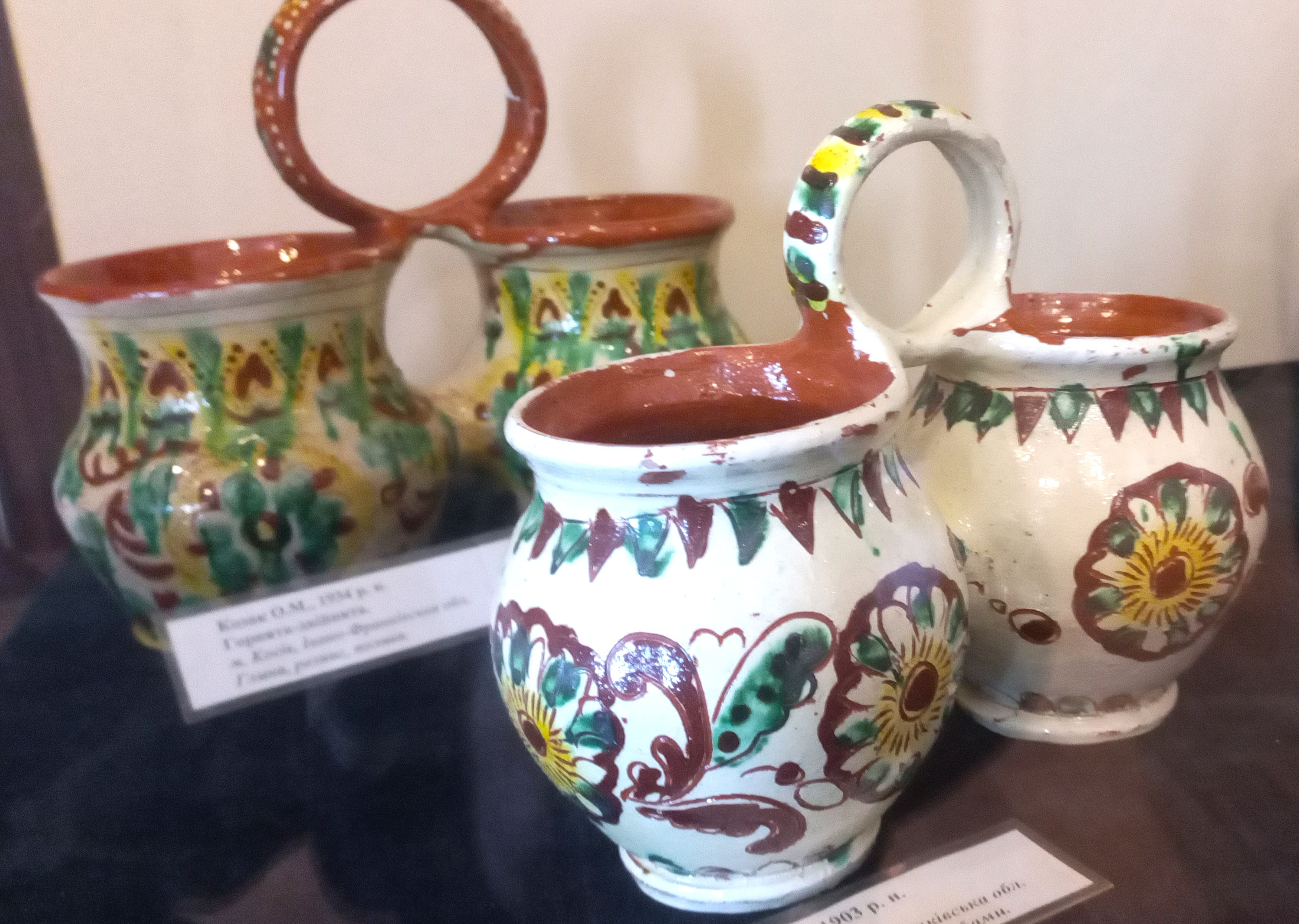
Горнята двійнята Косвіський розпис
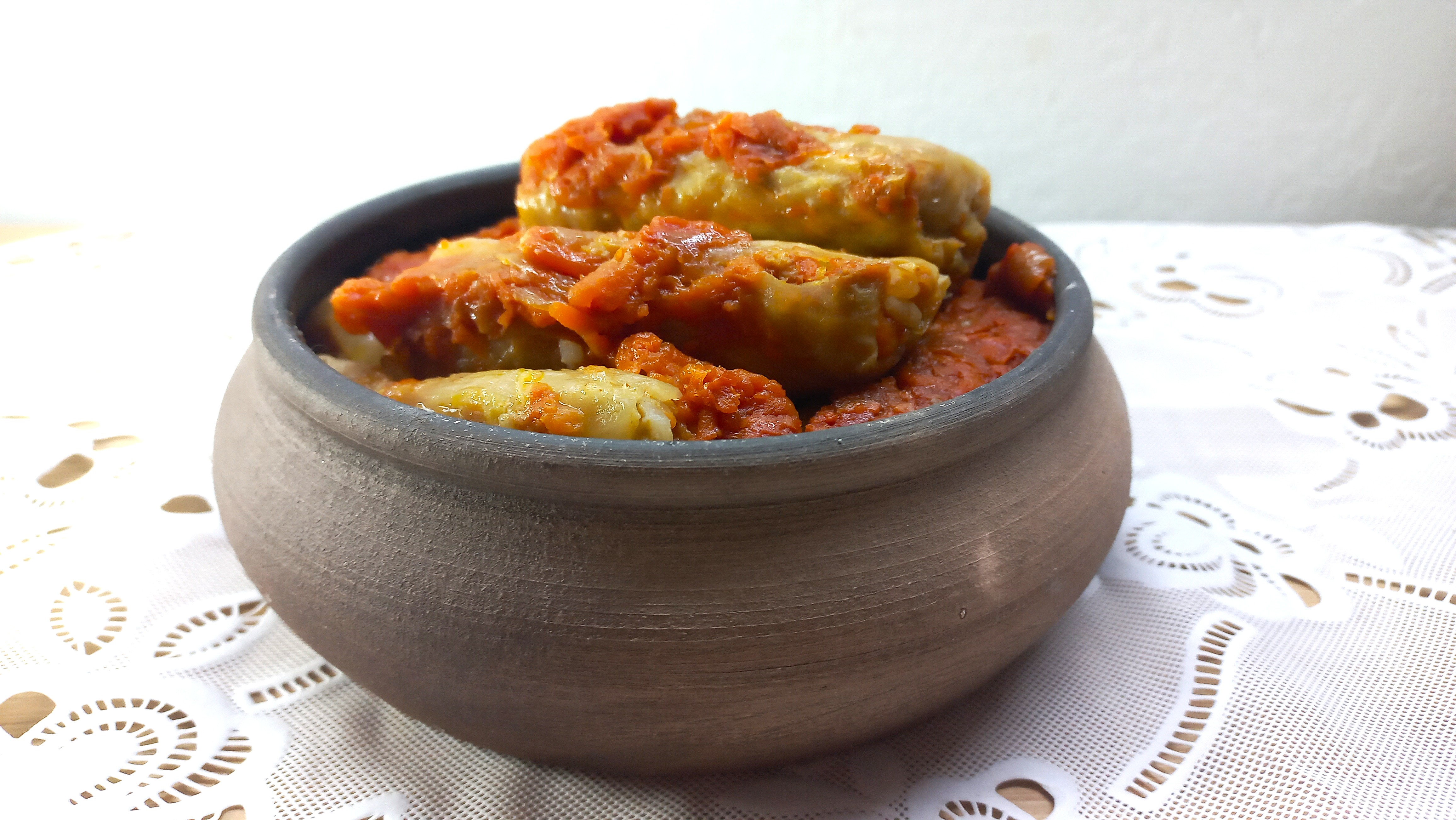
Голубці у горнятку
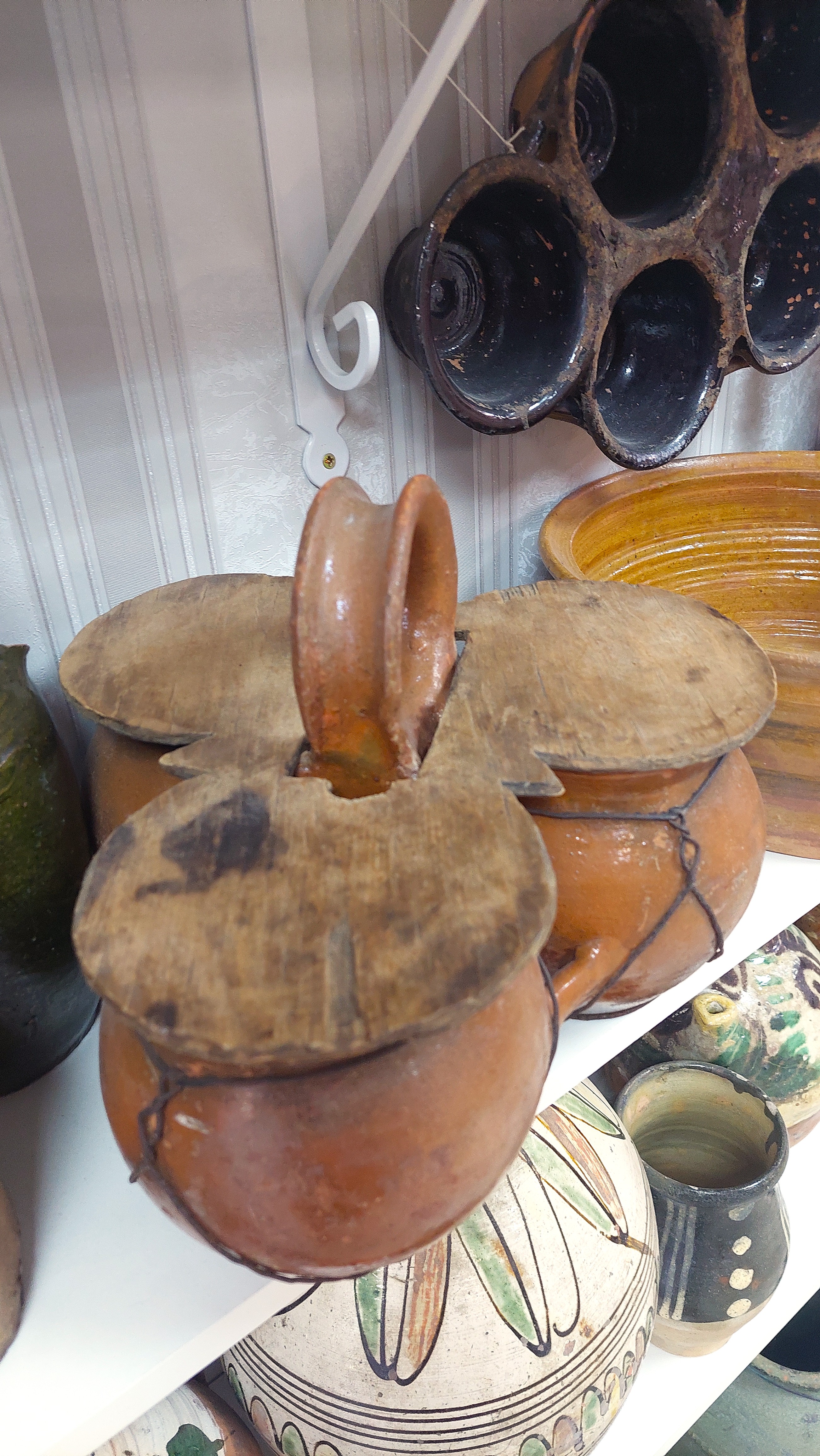
Горнята трійнята